# Joe I. Tompkins
Joe I. Tompkins (* vor 1976) ist ein Kostümbildner und zweifacher Emmy-Preisträger.

## Karriere
Tompkins’ Karriere begann 1976 als Kostümbildner bei der Fernsehserie Eleanor and Franklin, wofür er im darauffolgenden Jahr auch bei dem Fernsehfilm Eleanor and Franklin: The White House Years verantwortlich war. Für seine Leistung erhielt er bei den Emmy-Verleihungen 1976 und 1977 je einen Primetime Emmy Award.
Für seine künstlerischen Leistung der Kostüme bei dem Film Cross Creek erhielt Tompkins bei der Oscarverleihung 1984 eine Oscarnominierung in der Kategorie „Bestes Kostümdesign“. Die Auszeichnung erhielt aber Marik Vos-Lundh für seine Leistung bei Fanny und Alexander. Seine zweite Oscarnominierung erhielt er bei der Oscarverleihung 1990 für seine Leistung zu Harlem Nights, von und mit Eddie Murphy, der mit der Goldenen Himbeere ausgezeichnet wurde. Der Academy Award ging in diesem Jahr an Phyllis Dalton für Henry V., von und mit Kenneth Branagh.
Joe Tompkins arbeitete mit einigen Regisseuren wie Randa Haines (Walter & Frank – Ein schräges Paar, Dance with Me) Martin Ritt (Cross Creek, Nuts… Durchgedreht) und Costa-Gavras (Vermißt und Verraten) mehrfach zusammen.
Für den zweiteiligen Fernsehfilm Titanic erhielt Tompkins seine dritte Nominierung bei den Emmys. Seine letzte Beteiligung war bei dem Film Don’t Let Go im Jahr 2002.

## Filmografie (Auswahl)
- 1976: Eleanor and Franklin (Fernsehserie)
- 1977: Eleanor and Franklin: The White House Years (Fernsehfilm)
- 1981: Fesseln der Macht (True Confessions)
- 1982: Vermißt (Missing)
- 1983: Cross Creek
- 1984: Swing Shift – Liebe auf Zeit (Swing Shift)
- 1984: Triple Trouble (Irreconcilable Differences)
- 1984: Menschen am Fluß (River)
- 1985: Marie – Eine wahre Geschichte (Marie)
- 1986: Howard – Ein tierischer Held (Howard the Duck)
- 1987: Nuts… Durchgedreht (Nuts)
- 1988: Verraten (Betrayed)
- 1989: Harlem Nights
- 1992: Jagd auf einen Unsichtbaren (Memoirs of an Invisible Man)
- 1993: Walter & Frank – Ein schräges Paar (Wrestling Ernest Hemingway)
- 1994: Explosiv – Blown Away (Blown Away)
- 1995: Species
- 1996: Titanic (Fernsehzweiteiler)
- 1996: A Family Thing – Brüder wider Willen (A Family Thing)
- 1998: Dance with Me